# Jaqueline Carvalho
Jacqueline Carvalho (Recife, Brasil, 31 de desembre de 1983) és una jugadora de voleibol brasilera que forma part de la selecció nacional del seu país. Està casada amb el també jugador Murilo Endres.

## Vida personal
Ella va néixer a Recife, Brasil. El 22 d'octubre 2009 es va casar amb Murilo Endres, que també és un jugador de voleibol. El 2011, va trencar la carrera de voleibol a causa de l'embaràs, però va avortar al maig. A mitjans de juliol de 2013 Jacqueline i el seu espòs Murilo van anunciar que estaven esperant un nou bebè. El 20 de desembre 2013 va donar llum al seu primer fill, anomenat Paulo Arthur Carvalho Endres. Als pocs mesos després del naixement del nen, Jacqueline va tornar a jugar en l'equip nacional.

## Carrera
Carvalho va ser nomenada Millor Recepció en el Campionat Mundial de 2006 al Japó, on Brasil va obtenir la medalla de plata després de perdre en la final davant Rússia. Ella va guanyar la medalla de plata i Millor Atacant premi en el Grand Prix de Voleibol de 2010. Jaqueline va ser part de la selecció nacional que va guanyar la medalla d'or en els Jocs Panamericans de 2011, celebrada a Guadalajara, Mèxic. L'Equip nacional Jaqueline i de Brasil va guanyar la medalla d'or en els Jocs Olímpics de Londres 2012. El 24 d'agost va obtenir una quarta medalla d'or del Grand Prix de Voleibol després de guanyar l'últim partit contra Japó (3-0).
Jugant amb Sollys Osasco, Carvalho va guanyar la medalla d'or i el premi de Millor Receptor en el Campionat Mundial de Clubs 2012, celebrada en Doha, Qatar. Ella va començar la seva carrera en BCN/Osasco, abans de traslladar-se a Itàlia amb Vini Monteschiavo Jesi. Després d'una temporada es va traslladar a Espanya per jugar en Grup 2002 Múrcia, abans de tornar a Itàlia amb el Robursport Volley Pesaro. Ara es troba en Mines Tennis Club jugant la Superliga A Brasilera de Voleibol Femení 2014-2015.

## Clubs
| Club                   | País    | Des de    | Fins a    |
| BCN/Osasco             | Brasil  | 1999-2000 | 2003-2004 |
| Rexona-Ades            | Brasil  | 2004-2005 | 2005-2006 |
| Vini Monteschiavo Jesi | Itàlia  | 2006-2007 | 2006-2007 |
| Grup 2002 Múrcia       | Espanya | 2007-2008 | 2007-2008 |
| Scavolini Pesaro       | Itàlia  | 2008-2009 | 2008-2009 |
| Sollys Osasco          | Brasil  | 2009-2010 | 2012-2013 |
| Mines Tennis Club      | Brasil  | 2014-2015 | ?         |